# کوسه بلعنده تایوانی
کوسه بلعنده تایوانی (نام علمی: Centrophorus niaukang) نام یک گونه از تیره میان‌ربایندگان است.